# Brian Thomas Smith
Brian Thomas Smith est un acteur, producteur et humoriste américain né le 13 mai 1977. Il est principalement connu pour le rôle de Zack Johnson dans The Big Bang Theory.

## Filmographie

### Producteur
- 2009 : The Indies
- 2010 : The Indies (2 épisodes)
- 2012 : The Flip Side (Bar)
- 2012 : Caller ID
- 2012-2013 : The Flip Side (6 épisodes)

### Acteur

#### Cinéma
- 2004 : Duel
- 2007 : What Ever Happened to Gavin Buckmaster? : Gavin
- 2008 : No Place Like Home : Matt
- 2009 : The Moonlighters : Bob
- 2009 : Tourist Attraction : Dereck
- 2009 : Perry's Fairies
- 2009 : The Indies : Sean
- 2010 : All American Zombie Drugs : Bobby
- 2012 : Surprise : Matthew
- 2012 : Concrete Blondes : Karl
- 2012 : The Flip Side (Bar)
- 2012 : The Flip Side (Dating)
- 2012 : Caller ID
- 2012 : Lucy in the Sky with Diamonds : Brian
- 2012 : Hot Neighbors : Judd
- 2013 : Casual : Guy
- 2013 : The Option ARM : Ryan Kingman

#### Télévision
- 2006 : The 12th Man : Adam Rump
- 2006 : Mon oncle Charlie : Emmett (1 épisode)
- 2010 : A Good Knight's Quest : Agent One (8 épisodes)
- 2010 : The Indies : Sean (2 épisodes)
- 2010-2019 : The Big Bang Theory : Zack Johnson (11 épisodes)
- 2010-2011 : Casual: The Series : Guy (17 épisodes)
- 2012 : Happy Endings : Nick (1 épisode)
- 2012 : Wolfpakc of Reseda : Vance (5 épisodes)
- 2012 : Suit Up : Bjorn Hansen (4 épisodes)
- 2012-2013 : The Flip Side (7 épisodes)